# Dagsavisen

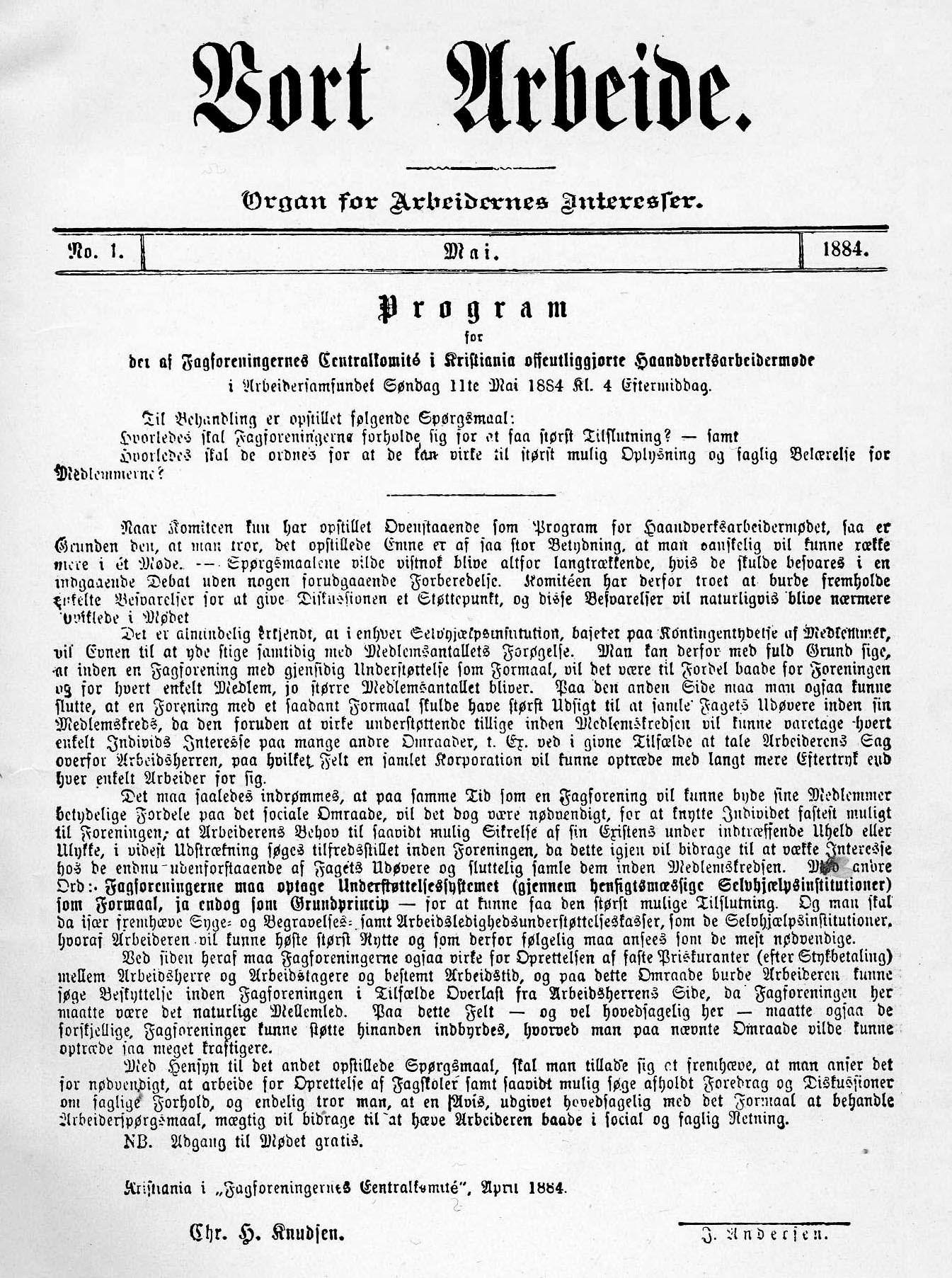
Il primo numero (1884)

Dagsavisen è un quotidiano norvegese indipendente, con sede ad Oslo. Fondato inizialmente come organo stampa dedicato ai lavoratori (Vort Arbeide), nel 1885 è stato ceduto al Partito Laburista che ne ha mantenuto la proprietà fino agli ultimi anni '90.